# Grupos de acción
En Cuba se denominaba grupo de acción a aquellos activistas políticos que se juntaban en grupos, según su ideología, y realizaban actos violentos (asesinato, secuestro, robo) contra miembros de grupos rivales o individuos señalados como enemigos, como por ejemplo los grupos liderados por Antonio Guiteras, Emilio Tró, Rolando Masferrer y Manolo Castro (no relacionado con Fidel Castro), Jesús González Cartas (El Extraño, Matasiete), Orlando León Lemus (El Colorado), Policarpo Soler, entre otros. Algunos eran estudiantes universitarios, pero la mayoría eran de clase pobre. El propio Fidel Castro integró el grupo de Emilio Tró llamado Unión Insurreccional Revolucionaria (UIR) como soldado de filas.
Estos grupos se formaron tras la efervescencia revolucionaria que surgió después de la caída del dictador cubano Gerardo Machado el 12 de agosto de 1933, pero más tarde degeneraron en bandas gansteriles que se disputaban la calle a balazos, y veían eso como forma de protagonismo social. Se estima en alrededor de 100 muertos y varias decenas de heridos los causados por las disputas y grescas entre estos grupos armados durante el gobierno de Ramón Grau San Martín (1944-1948) y Carlos Prío Socarrás (1948-1952). En 1948 el presidente Prío promulgó una ley para acabar con esa violencia, pero no tuvo éxito. La violencia incontrolada de esos grupos y la inseguridad pública por sus acciones fue uno de los motivos esgrimidos por Fulgencio Batista para dar el golpe de Estado que derrocó al presidente Carlos Prío el 10 de marzo de 1952. El gobierno de Batista surgido de este evento terminó con esas bandas por medios violentos, y algunos miembros de esas pandillas se fueron de Cuba.

## Formación
Entre los grupos violentos formados en Cuba desde los años de 1930 estaba Joven Cuba, fundada en 1934 en La Habana por el estadounidense y cubano Antonio Guiteras Holmes, de la que fue miembro Rolando Masferrer, Emilio Tró, El Extraño, José de Jesús Ginjaume Montaner, Lauro Blanco y otros. Lauro fue su secretario general, dirigente sindical, prisionero político (1960-1979) en el gobierno de Fidel Castro; emigró y se suicidó en 1984 en California, Estados Unidos. Luego del asesinato de Guiteras en 1935, Joven Cuba se mantuvo como organización, pero parte de sus miembros formaron en 1939 la Acción Revolucionaria Guiteras (ARG), y otros se unieron al Partido Auténtico; en 1948 Lauro Blanco era su secretario general. Entre los integrantes de ARG estuvo Pedro Fajardo Boheras (Manzanillo) (su primer jefe, asesinado en 1941 en La Habana), El Extraño (secretario general, jefe de la Policía Marítima del puerto de La Habana en el gobierno de Prío; acusado de numerosos asesinatos, emigró de Cuba en 1955 como asilado; residía en Miami en 1960, jefe del grupo anticastrista La Cruz, asesinado en Miami en 1976), El Colorado (matado en 1955 por la policía en una casa en La Habana), Rogelio “Cucú” Hernández Vega (segundo jefe de la Policía Secreta del gobierno de Grau; asesinado en 1948 en el Consulado cubano en Ciudad de México), Eufemio Fernández Ortega (médico, veterano de la Guerra Civil Española, capitán de la policía en el gobierno de Grau (1944-1948), jefe del Servicio Secreto del presidente Carlos Prío, jefe de un batallón en la fallida Expedición de Cayo Confites, miembro de la fallida Expedición de Luperón de 1949 contra el dictador Trujillo, miembro de la organización cubana Triple A, emigró en 1955 a Chile como asilado, luego fue a México, regresó a Cuba en 1959; integrante de la Conspiración Santa Rosa de Lima siendo fusilado en 1961 en La Habana, por conspirar contra el gobierno de Fidel Castro), Emilio Tró y otros. En 1946, Emilio Tró (veterano de dos guerras, asesinado en 1947 en el Reparto Orfila, La Habana, era comandante de la policía) fundó la Unión Insurreccional Revolucionaria (UIR) en La Habana, que estuvo integrada por José de Jesús Ginjaume (jefe sustituto, sospechoso en la muerte de Manolo Castro, acusado y absuelto en juicio del asesinato del sargento de la Policía de la Universidad de La Habana Oscar Fernández Caral, acusado con otros miembros de la UIR por el asesinato en febrero de 1952 del exministro Alejo Cossio del Pino, pero fueron liberados sin condena en 1952; emigró a Venezuela después de 1959, y luego a EE. UU.; tío de Carlos Alberto Montaner), Jesús Diéguez, Luis Padierne (capitán de la policía, murió en 1947 junto con Emilio Tró), Vidal Morales (se separó de la organización en vida de Tró; emigró a EE. UU. después de 1959), Armando Correa, Justo Fuentes Clavel (vicepresidente de la FEU asesinado en 1949 en La Habana), Rafael del Pino Siero (ciudadano cubano y estadounidense, exmilitar en EE. UU., amigo de Fidel Castro antes de 1955; enemigo del gobierno de Fidel Castro, se suicidó en una cárcel castrista en 1977), Armando Galis Menéndez (herido en 1948 durante un atentado fallido contra Masferrer; murió en EE. UU.), Gustavo Ernesto Ortiz Fáez (acusado de matar a Manolo Castro en 1948 en La Habana; la fiscalía pidió una condena de 110 años de cárcel, pero fue absuelto en juicio en 1950. Ahijado de la ex primera dama Paulina Alsina; oficial militar en el gobierno de Fidel Castro, emigró a Venezuela en 1963, y fue allí oficial de la DISIP), Guillermo García Riestra (Billiken) (sospechoso en la muerte de Manolo Castro, emigró a EE. UU. después de 1959), Fidel Castro (participó con otros antes de ser de la UIR, en un atentado al estudiante Leonel Gómez que salió ileso, en 1946 en La Habana; atentado fallido a Masferrer en 1948 en La Habana; miembro del complot para matar a Manolo Castro; sospechoso en el asesinato de Oscar Fernández Caral), Herminio Díaz, Leonel Gómez, Orlando Bosch (condenado a un año de cárcel por asociación ilícita en 1949, no cumplió la sanción porque fue indultado por el presidente Prío), etc. En 1947 fue fundado en La Habana el Movimiento Socialista Revolucionario (MSR) integrado por Rolando Masferrer (veterano de guerra, abogado, senador, asesinado en Miami en 1975), Manolo Castro (Manuel Castro del Campo, exteniente de la policía, expresidente de la FEU, director general de Deportes y Educación Física de Cuba desde 1947, mató al profesor de la Universidad de La Habana Raúl Fernández Fiallo en noviembre de 1940 en La Habana, absuelto por los tribunales considerando defensa propia; asesinado en 1948 en La Habana por la UIR), Feliciano Maderne (abogado, exteniente del Ejército, segundo jefe militar de la Expedición de Gibara de 1931 contra el presidente Machado, uno de los generales en la Expedición de Cayo Confites en 1947), Eufemio Fernández Ortega, Julio Salabarría y otros. Mario Salabarría, hermano de Julio, fue un asociado del MSR, pero negó ser un miembro activo. Él mató con una pistola al estudiante de la Universidad de La Habana Mario Enrique Sáenz de Buruhaga en 1939 dentro de ese centro, en represalia por una golpiza previa dada al cuñado de Salabarría; en 1947 era comandante de la policía, y fue condenado a 30 años de cárcel como responsable del asesinato de Emilio Tró y otros en una casa del Reparto Orfila, La Habana. Fue indultado por el presidente Fidel Castro en 1961 por enfermedad (operado de cáncer en una pierna); conspiró para matar a Castro por lo que cumplió presidio desde 1965 hasta 1979, luego emigró a Estados Unidos donde murió en 2004. Algunos de los integrantes de esas organizaciones fueron miembros temporales, como es el caso de Masferrer en Joven Cuba, Emilio Tró en Joven Cuba y ARG, Eufemio Fernández en ARG y MSR, o de El Colorado y Cucú que fueron expulsados de ARG por indisciplina. Policarpo Soler tenía una pandilla integrada por algunos familiares y amigos, y fue culpable de varios asesinatos. Policarpo fue teniente de la Policía Nacional hasta 1944 usando un nombre falso (Domingo Herrera), y fue prófugo de la justicia en Cuba hasta su muerte; estuvo preso en el Castillo del Príncipe en La Habana y se fugó con ayuda de su amigo El Colorado en noviembre de 1951. Viajó a España a mediados de 1952, y fue asesinado en 1959 en República Dominicana por orden del dictador Trujillo, del que era testaferro.